# Geophis
Geophis is een geslacht van slangen uit de familie toornslangachtigen (Colubridae) en de onderfamilie Dipsadinae.

## Naam en indeling
De wetenschappelijke naam van de groep werd voor het eerst voorgesteld door Johann Georg Wagler in 1830. Er zijn 50 verschillende soorten, inclusief de pas in 2016 wetenschappelijk beschreven soort Geophis lorancai. De slangen werden eerder aan andere geslachten toegekend, zoals Colobognathus, Catastoma en Rhabdosoma.

## Uiterlijke kenmerken
Deze slangen blijven klein en bereiken een maximale lichaamslengte tot ongeveer vijftig centimeter inclusief de staart. De staart is kort tot middellang, het lichaam heeft een cilindrische vorm en de kop is moeilijk van het lijf te onderscheiden door het ontbreken van een insnoering. De schubben op het midden van de rug kunnen zowel glad of gekield zijn, er zijn hier 15 tot 17 schubbenrijen in de lengte aanwezig.
Er zijn veel verschillen in de vorm van het gebit, de vorm en de oppervlaktestructuur van de schubben en in de vorm van de hemipenes, de geslachtsorganen van de mannetjes.

## Levenswijze
Alle soorten leiden een verborgen bestaan in of op de bodem. Op het menu staan kleine, zachte prooien, zoals regenwormen en insectenlarven. De vrouwtjes zijn eierleggend.

## Verspreiding en habitat
De soorten komen voor in delen van Midden- en noordelijk Zuid-Amerika en leven in de landen Mexico, Costa Rica, Panama, Honduras, Guatemala, Nicaragua, El Salvador en Colombia. Het overgrote deel komt endemisch voor in Mexico.
De habitat bestaat uit vochtige tropische en subtropische bossen, voornamelijk bergbossen maar ook wel in laaglanden. Ook in door de mens aangepaste streken zoals weilanden, plantages en aangetaste bossen kunnen de dieren worden aangetroffen.

## Beschermingsstatus
Door de internationale natuurbeschermingsorganisatie IUCN is aan 46 soorten een beschermingsstatus toegewezen. Negentien soorten worden beschouwd als 'veilig' (Least Concern of LC), 21 als 'onzeker' (Data Deficient of DD), twee als 'kwetsbaar' (Vulnerable of VU), een als 'gevoelig' (Near Threatened of NT) en twee soorten als 'bedreigd' (Endangered of EN). De soort Geophis damiani ten slotte staat te boek als 'ernstig bedreigd' (Critically Endangered of CR).

## Soorten
Het geslacht omvat de volgende soorten, met de auteur en het verspreidingsgebied.
| Naam                   | Auteur                                                                       | Verspreidingsgebied                                           |
| ---------------------- | ---------------------------------------------------------------------------- | ------------------------------------------------------------- |
| Geophis anocularis     | Dunn, 1920                                                                   | Mexico                                                        |
| Geophis bellus         | Myers, 2003                                                                  | Panama                                                        |
| Geophis betaniensis    | Restrepo & Wright, 1987                                                      | Colombia                                                      |
| Geophis bicolor        | Günther, 1868                                                                | Mexico                                                        |
| Geophis blanchardi     | Taylor & Smith, 1939                                                         | Mexico                                                        |
| Geophis brachycephalus | Cope, 1871                                                                   | Costa Rica, Panama                                            |
| Geophis cancellatus    | Smith, 1941                                                                  | Mexico, mogelijk in Guatemala                                 |
| Geophis carinosus      | Stuart, 1941                                                                 | Mexico, Guatemala                                             |
| Geophis chalybeus      | Wagler, 1830                                                                 | Mexico                                                        |
| Geophis championi      | Boulenger, 1894                                                              | Panama                                                        |
| Geophis damiani        | Wilson, McCranie & Williams, 1998                                            | Honduras                                                      |
| Geophis downsi         | Savage, 1981                                                                 | Costa Rica                                                    |
| Geophis dubius         | Peters, 1861                                                                 | Mexico                                                        |
| Geophis duellmani      | Smith & Holland, 1969                                                        | Mexico                                                        |
| Geophis dugesii        | Bocourt, 1883                                                                | Mexico                                                        |
| Geophis dunni          | Schmidt, 1932                                                                | Nicaragua                                                     |
| Geophis fulvoguttatus  | Mertens, 1952                                                                | El Salvador, Honduras                                         |
| Geophis godmani        | Boulenger, 1894                                                              | Costa Rica, Panama                                            |
| Geophis hoffmanni      | Peters, 1859                                                                 | Honduras, Nicaragua, Costa Rica, Panama, mogelijk in Colombia |
| Geophis immaculatus    | Downs, 1967                                                                  | Mexico, Guatemala                                             |
| Geophis incomptus      | Duellman, 1959                                                               | Mexico                                                        |
| Geophis isthmicus      | Boulenger, 1894                                                              | Mexico                                                        |
| Geophis juarezi        | Nieto-Montes de Oca, 2003                                                    | Mexico                                                        |
| Geophis juliai         | Pérez-Higareda, Smith & López-Luna, 2001                                     | Mexico                                                        |
| Geophis laticinctus    | Smith & Williams, 1963                                                       | Mexico                                                        |
| Geophis laticollaris   | Smith, Lynch & Altig, 1965                                                   | Mexico                                                        |
| Geophis latifrontalis  | Garman, 1883                                                                 | Mexico                                                        |
| Geophis lorancai       | Canseco-Márquez, Pavón-Vázquez, López-Luna & Nieto-Montes De Oca, 2016       | Mexico                                                        |
| Geophis maculiferus    | Taylor, 1941                                                                 | Mexico                                                        |
| Geophis mutitorques    | Cope, 1885                                                                   | Mexico                                                        |
| Geophis nasalis        | Cope, 1868                                                                   | Mexico, Guatemala                                             |
| Geophis nephodrymus    | Townsend & Wilson, 2006                                                      | Honduras                                                      |
| Geophis nigroalbus     | Boulenger, 1908                                                              | Colombia                                                      |
| Geophis nigrocinctus   | Duellman, 1959                                                               | Mexico                                                        |
| Geophis occabus        | Pavón-Vázquez, García-Vázquez, Blancas-Hernández & Nieto-Montes de Oca, 2011 | Mexico                                                        |
| Geophis omiltemanus    | Günther, 1893                                                                | Mexico                                                        |
| Geophis petersii       | Boulenger, 1894                                                              | Mexico                                                        |
| Geophis pyburni        | Campbell & Murphy, 1977                                                      | Mexico                                                        |
| Geophis rhodogaster    | Cope, 1868                                                                   | Mexico, Guatemala, El Salvador, Honduras                      |
| Geophis rostralis      | Jan, 1865                                                                    | Mexico                                                        |
| Geophis russatus       | Smith & Williams, 1966                                                       | Mexico                                                        |
| Geophis ruthveni       | Werner, 1925                                                                 | Costa Rica                                                    |
| Geophis sallaei        | Boulenger, 1894                                                              | Mexico                                                        |
| Geophis semidoliatus   | Duméril, Bibron & Duméril, 1854                                              | Mexico                                                        |
| Geophis sieboldi       | Jan, 1862                                                                    | Mexico                                                        |
| Geophis talamancae     | Lips & Savage, 1994                                                          | Costa Rica, Panama                                            |
| Geophis tarascae       | Hartweg, 1959                                                                | Mexico                                                        |
| Geophis tectus         | Savage & Watling, 2008                                                       | Panama                                                        |
| Geophis turbidus       | Pavón-Vázquez, Canseco-Márquez & Nieto-Montes de Oca, 2013                   | Mexico                                                        |
| Geophis zeledoni       | Taylor, 1954                                                                 | Costa Rica                                                    |